# Flag Fen
Flag Fen ist ein archäologischer Fundplatz in Peterborough, in Cambridgeshire in England. Das dortige Freilandmuseum zeigt eine Reihe bronzezeitlicher Funde, Interpretationen und Rekonstruktionen.

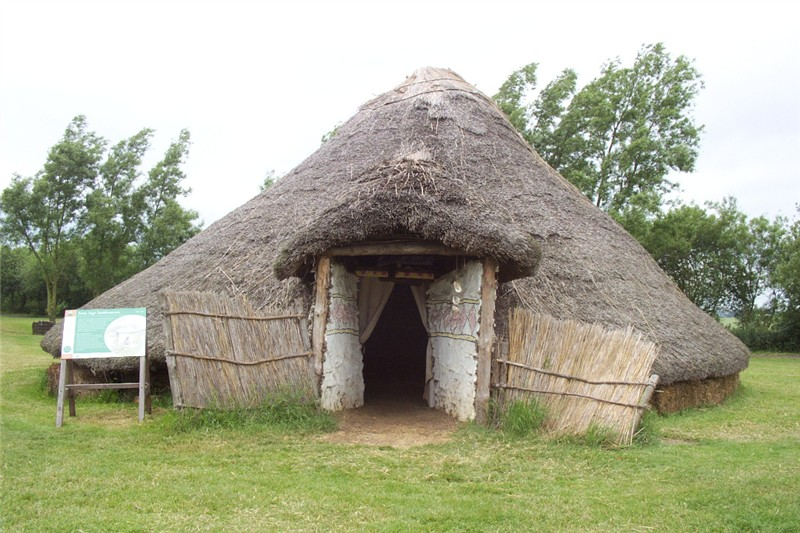
Gebäude der Bronzezeit

## Der Bohlenweg
Die Basis des Museums ist ein etwa ein Kilometer langer Bohlenweg, der während der Bronzezeit (zwischen 1350 und 950 v. Chr.) gebaut wurde und der die beiden trockenen „Inseln“ Fengate und Northey verbindet. Der Weg bestand aus fünf parallelen Pfostenreihen, die den hölzernen Steg unterstützten. Es wird geschätzt, dass über 60.000 Hölzer für den Bau verwendet wurden. Es wird vermutet, dass die fünf Reihen nicht gleichzeitig bestanden, sondern jede verfaulte Reihe durch einen weiteren Satz Pfosten ergänzt wurde. Ein Abschnitt des Bohlenweges wird in der „Preservation Hall“ in situ gezeigt und bietet ein Durcheinander von faulen Holzpfosten, aber Karten und Bilder helfen, die Szene für den Besucher einzuordnen.

## Rundhäuser
Als Rekonstruktionen sind bronze- und eisenzeitliche Rundhäuser vorhanden. Die Innenräume der aus Flechtwerk und Lehm gebauten und mit Torf und Stroh überdachten Gebäude sind überraschend geräumig und mit geschnitzten Bänken, Betten und mit Gefäßen aus Holz und Keramikschüsseln, Webrahmen und Herden etc. bestückt. Es gibt auch ein kleines Museum auf dem Gelände, das viele der Funde aus Flag Fen und den umliegenden archäologischen Stätten zeigt. Dazu gehören die Überreste des ältesten in Großbritannien entdeckten Rades sowie einige Dolche, Schwerter und Speerspitzen aus der Bronzezeit, die vermutlich in den Gewässern des Fen als rituelle Opfer niedergelegt wurden.

## Holz
Andere archäologische Sehenswürdigkeiten sind verschiedene Holzabschnitte, die die langfristige Haltbarmachung, die vorwiegend durch Einweichen in Tanks erfolgt, mittels zahlreicher Informationstafeln, die die verschiedenen Prozesse erläutern, erklären.
Die fachlichen Fähigkeiten von Flag Fen werden auch bei anderenorts gemachten Funden genutzt. Nachdem im Frühjahr 1999 die am Strand bei Holme-next-the-Sea in Norfolk gefundenen hölzernen Überreste eines Timber Circle, bekannt unter dem Namen Seahenge, ausgegrabenen worden waren, kamen diese nach Flag Fen. Hier wurden sie einer mehrjährigen Erstbehandlung unterzogen, um dem drohenden Verfall entgegenzuwirken und auch ausführlich untersucht und vermessen. Die endgültige Konservierung fand ab 2003 im Mary Rose Trust in Portsmouth statt und ist mittlerweile abgeschlossen. Die Stücke befinden sich heute in King’s Lynn im Lynn Museum, wo die Hälfte davon öffentlich ausgestellt ist.

## Römerstraße
Flag Fen verfügt auch über eine römische Straße. Der „Fen Causeway“ ist die einzige große römische Straße, die die Fens, eine Moorlandschaft in Ostengland, überquert, und nicht lange nach der römischen Invasion Britanniens in der Mitte des 1. Jahrhunderts n. Chr. erbaut wurde.